# Церковь Девы Марии Лоретанской (Братислава)
Церковь Девы Марии Лоретанской (словац. Kostol Loretánskej Panny Márie) — римский католический костёл в словацком городе Братислава. Одно из старейших зданий города, построенное в 1663 году. Является памятником архитектуры и культурным наследием города Братислава.

## История
В ноябре 1535 года в итальянском городе Брешиа по инициативе Анджелы Меричи был основан религиозный орден «Сестёр Урсулинок». Своей главной миссией представители выбрали воспитание молодых девушек и женщин. Деятельность ордена быстро распространилась на другие страны Европы. Во второй половине XVII века монахини поселились в Прессбурге, который тогда входил в состав Венгрии, и сразу же начали свою деятельность. В 1676 году архиепископ Эстергомский Юрай Погронец-Слепчянский выдал урсулинкам разрешение работать по всей стране.
Сегодняшняя церковь Девы Марии Лоретанской была построена между 1659 и 1663 годами протестантами из Братиславы. Однонефный храм в стиле «ренессанс» был возведён на самом краю города, прямо у его северных стен. Кроме этой церкви у евангелистов уже был костёл в Братиславе напротив ратуши.
Протестанты пользовались этой церковью недолго — до 1670 года, до раскрытия заговора Вешшеленьи. Церковь была отобрана, а в 1672 году передана урсулинкам, которые посвятили её Деве Марии Лоретанской.

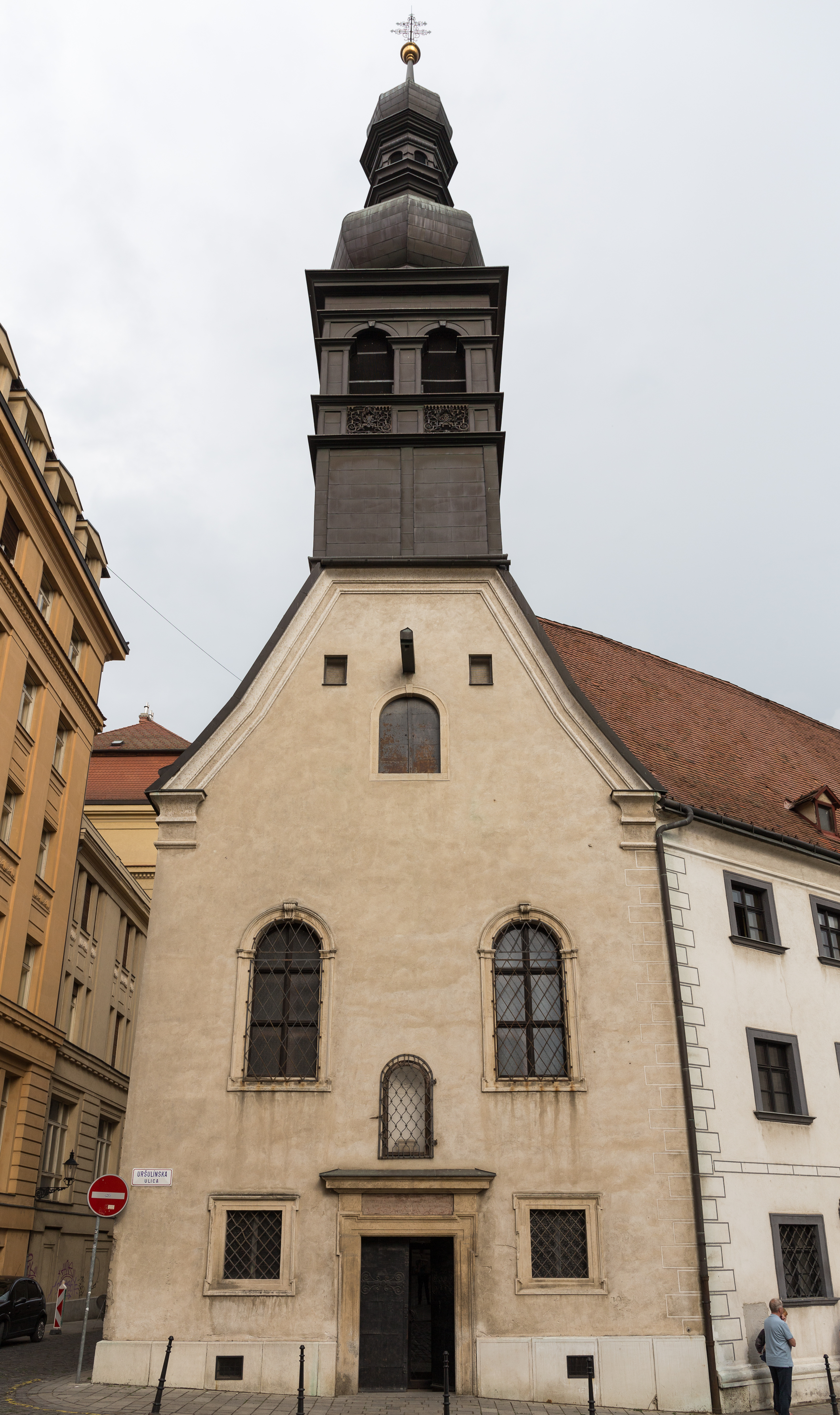
Центральный вход в костёл

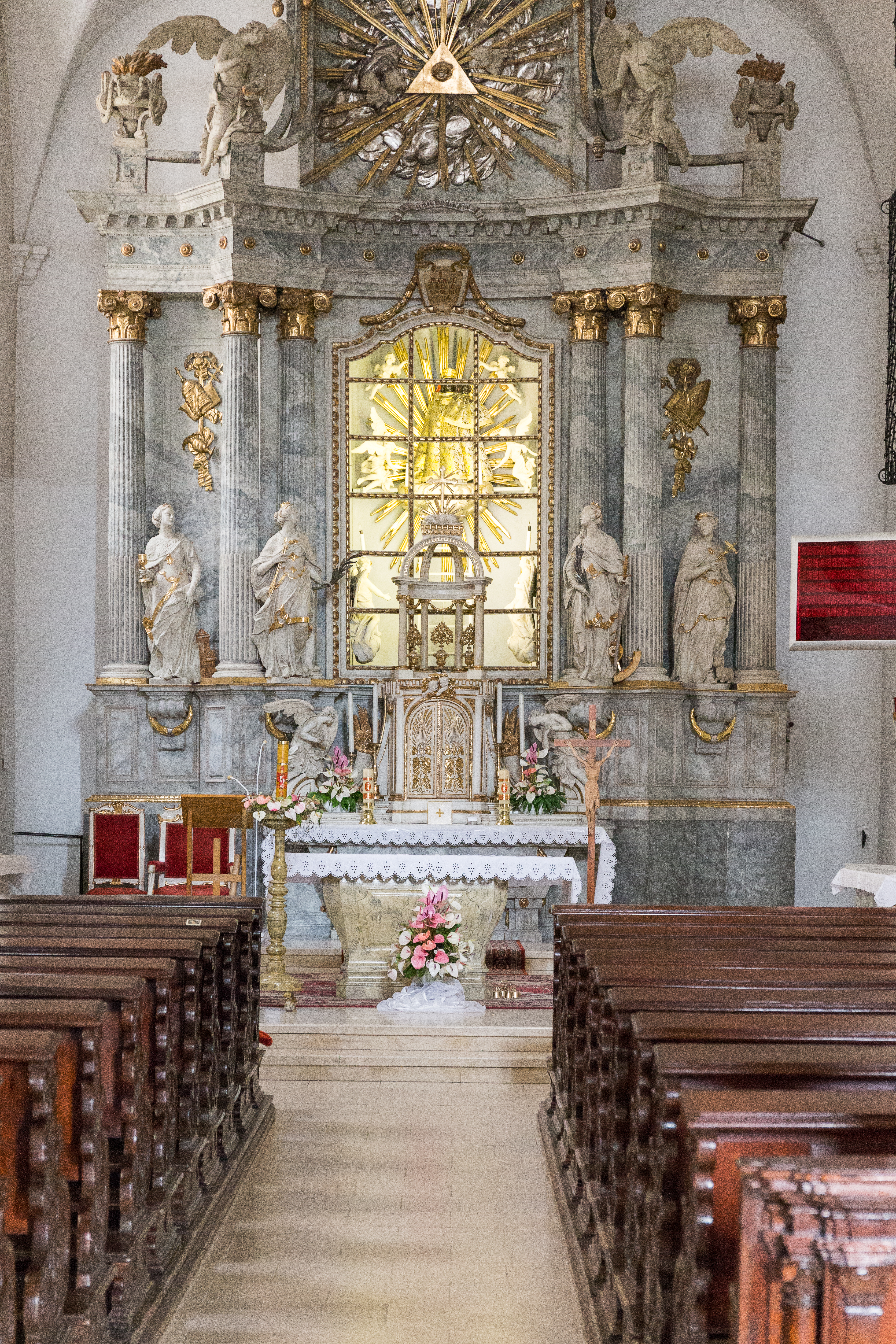
Алтарь

## Архитектура
Современное состояние здания, за редким исключением, идентично первоначальному строению XVII века. Главный фасад имеет выход на улицу. Он завершается деревянной призматической башней с колокольней, первоначально крытой гонтовой крышей. В 1683 году крыша сгорела, и новая, уже выполненная в стиле барокко, имеющая форму луковицы, была покрыта медным листом.
Церковь меблирована в строгом стиле. В ней доминирует поздний полихромный главный алтарь последней четверти XVIII века с колонной архитектурой. В центре ретабулы находится ниша со статуей Черной Девы Марии. Статуя Девы Лорето была подарена урсулинкам в 1684 году архиепископом Леопольдом Колоничем. Алтарь дополнен статуями покровителей ордена — Святой Варвары, Святой Урсулы, Святой Екатерины Александрийской и Святой Агнесы.
Боковые алтари Святой Анны и Святого Августина имеют деревянную колонную архитектуру с двускатной пристройкой; дерево полихромное, позолоченное. Архитектура алтарей зародилась в последней четверти XVIII века. В ретабуле алтаря Святой Анны центральное изображение фигуры с маленькой Марией; в пристройке — уменьшенное изображение Святой Варвары. По бокам статуи святого Иосифа и Иоанна Крестителя. В ретабуле алтаря святого Августина центральное изображение святого со святой Моникой. В пристройке изображена Святая Агнеса, по бокам — статуи Святого Захария и Святого Иоанна Богослова. Автор картин — Мартин Шпеер. Статуи являются работой Питера Бранденталя.
Кафедра второй четверти XVIII века состоит из подвесной луковичной молельни со статуями Моисея, ветхозаветного первосвященника Аарона и балдахина со статуей Святого Архангела Михаила.
По случаю десятилетия визита Иоанна Павла II в Братиславу, бронзовый барельеф ныне покойного папы был открыт и освящен в 2006 году. Рельеф из мастерской словацкого скульптора Яна Борека.
За костёлом было построено здание монастыря.